# Näktergalen i Wittenberg
Näktergalen i Wittenberg är en pjäs av August Strindberg från 1903. Pjäsen hör till Strindbergs historiska dramer och handlar om reformatorn Martin Luther.